# Rumunsko na Letních olympijských hrách 1980
Rumunsko se účastnilo Letní olympiády 1980 v Moskvě. Zastupovalo ho 228 sportovců (154 mužů a 74 žen) v 20 sportech.

## Medailisté
| Medaile | Jméno | Sport                | Soutěž                            |
| ------- | --- | -------------------- | --------------------------------- |
| Zlato   | Ștefan Rusu | Zápas                | muži řecko-římský do 68 kg        |
| Zlato   | Nadia Comaneciová | Sportovní gymnastika | Ženy kladina                      |
| Zlato   | Nadia Comaneciová | Sportovní gymnastika | Ženy prostná                      |
| Zlato   | Corneliu Ion | Sportovní střelba    | Muži 25 metrů rychlopalná pistole |
| Zlato   | Sanda Tomaová | Veslování            | Ženy skif                         |
| Zlato   | Ivan Patzaichin Toma Simionov | Kanoistika           | C-2 1 000 m                       |
| Stříbro | Constantin Alexandru | Zápas                | muži řecko-římský do 48 kg        |
| Stříbro | Nadia Comaneciová | Sportovní gymnastika | Ženy víceboj                      |
| Stříbro | Nadia Comaneciová Rodica Dunca Emilia Eberleová Melita Ruhn Dumitrița Turner Cristina Elena Grigoraș | Sportovní gymnastika | Družstvo žen víceboj              |
| Stříbro | Emilia Eberleová | Sportovní gymnastika | Ženy bradla                       |
| Stříbro | Ivan Patzaichin Petre Capusta | Kanoistika           | C-2 500 m                         |
| Stříbro | Mihai Zafiu Vasile Dîba Ion Geantă Nicușor Eșanu | Kanoistika           | K-4 1 000 m                       |
| Bronz   | Vasile Andrei | Zápas                | muži řecko-římský do 100 kg       |
| Bronz   | Petre Dicu | Zápas                | muži řecko-římský do 90 kg        |
| Bronz   | Melita Ruhn | Sportovní gymnastika | Ženy přeskok                      |
| Bronz   | Melita Ruhn | Sportovní gymnastika | Ženy bradla                       |
| Bronz   | Nicolae Munteanu Claudiu Ionescu Marian Dumitru Vasile Stîngă Radu Voina Ștefan Birtalan Alexandru Fölker Neculai Vasilca Iosif Boroș Maricel Voinea Cornel Durău Adrian Cosma Cezar Drăgăniță Lucian Vasilache | Házená               | Turnaj mužů                       |
| Bronz   | Cornel Oros Laurențiu Dumănoiu Dan Gîrleanu Nicu Stoian Sorin Macavei Constantin Sterea Nicolae Pop Günther Enescu Corneliu Chifu Marius Chițiga                                                                | Volejbal             | turnaj mužů                       |
| Bronz   | Anghelache Donescu Dumitru Velicu Petre Roșca | Jezdectví            | Družstvo mužů drezura             |
| Bronz   | Vasile Dîba | Kanoistika           | K-1 500 m                         |
| Bronz   | Ion Bîrlădeanu | Kanoistika           | K-1 1 000 m                       |
| Bronz   | Olga Homeghiová Valeria Răcilăová | Veslování            | Ženy dvojskif                     |
| Bronz   | Angelica Aposteanu Marlena Predescu-Zagoni Rodica Frîntu Florica Bucur Rodica Arba-Pușcatu Ana Iliuță Maria Constantinescu Elena Bondar Elena Dobrițoiu                                                         | Veslování            | Ženy osmiveslice                  |
| Bronz   | Dumitru Cipere | Box                  | Bantamová váha do 54 kg           |
| Bronz   | Valentin Silaghi | Box                  | Střední váha do 75 kg             |